# Língua mohegan-pequot

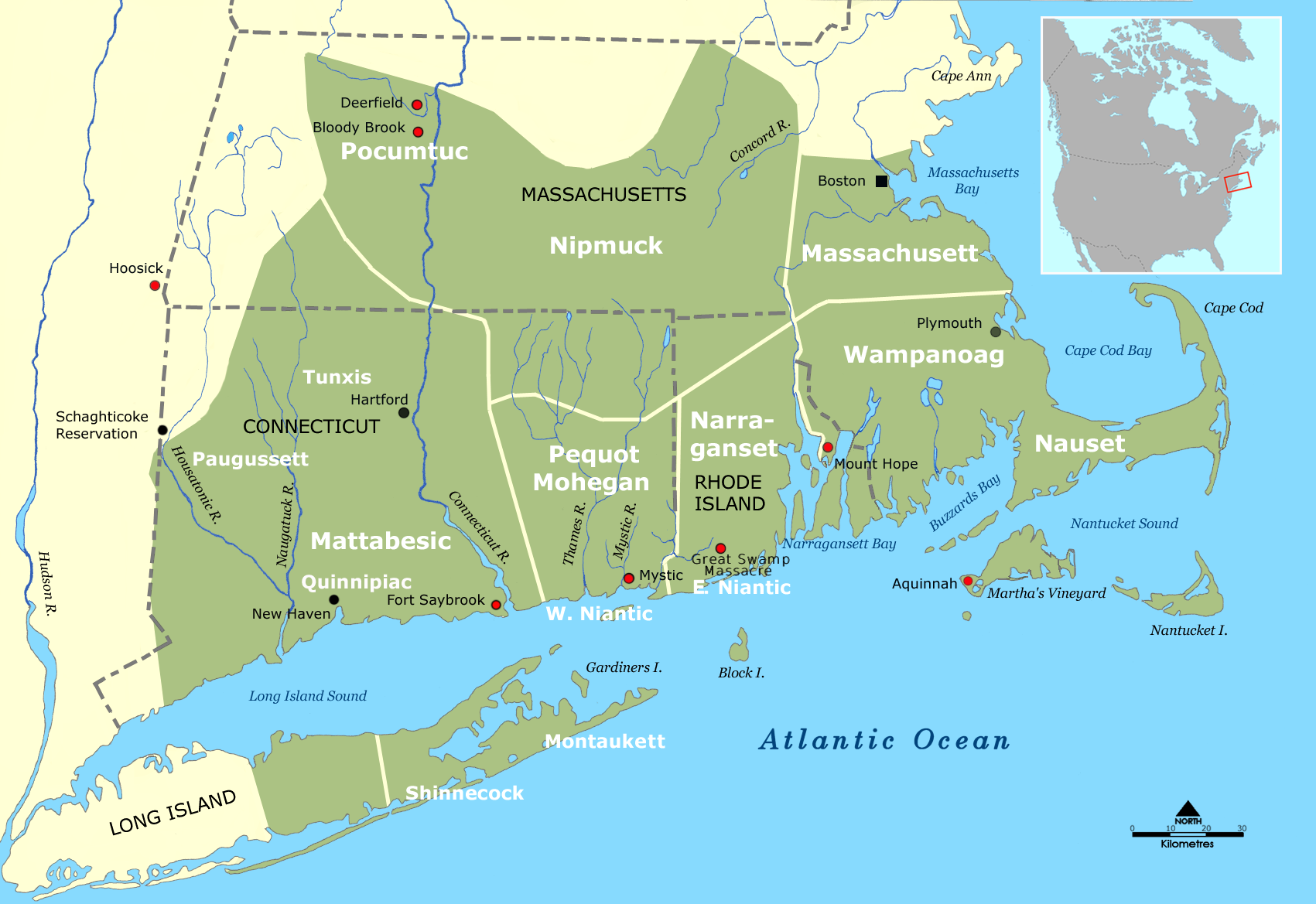
Mohegan, Pequot, Montaukett, Niantic, Shinnecock e outros (1600)

Mohegan-Pequot (também chamada Mohegan-Pequot-Montauk, Secatogue, Stockbridge, Shinnecock-Poosepatuck – seus dialetos) é uma extinta língua Algonquiana que já foi falada no que são hoje a Nova Inglaterra e Long Island.

## Fonologia
Consoantes
|             | labial | alveolar | alveo-palatal | velar plana | velar labial | glotal | palatal |
| ----------- | ------ | -------- | ------------- | ----------- | ------------ | ------ | ------- |
| oclusiva    | p      | t        |               | k           | kʷ           |        |         |
| nasal       | m      | n        |               |             |              |        |         |
| africada    |        |          | tʃ            |             |              |        |         |
| fricativa   |        | s z      | ʃ dʒ          |             |              | h      |         |
| aproximante |        |          | w             |             |              |        | j       |

Vogais
ɒ, ἁ, i:, ōō, ô, ʌ

## Escrita
A língua Mohegan usa o alfabeto latino com poucas letras:
- vogais –  á, a, i, o, ô, u
- consoantes – c, h, k, l, m, p, q, s, sh, t, w, y